# Henry Knox
Henry Knox (Boston, Massachusetts, 25 de julio de 1750 - Thomaston, Massachusetts (ahora Maine) 25 de octubre de 1806) fue un militar estadounidense, integrante del Ejército Continental de los Estados Unidos.

## Primera infancia y juventud

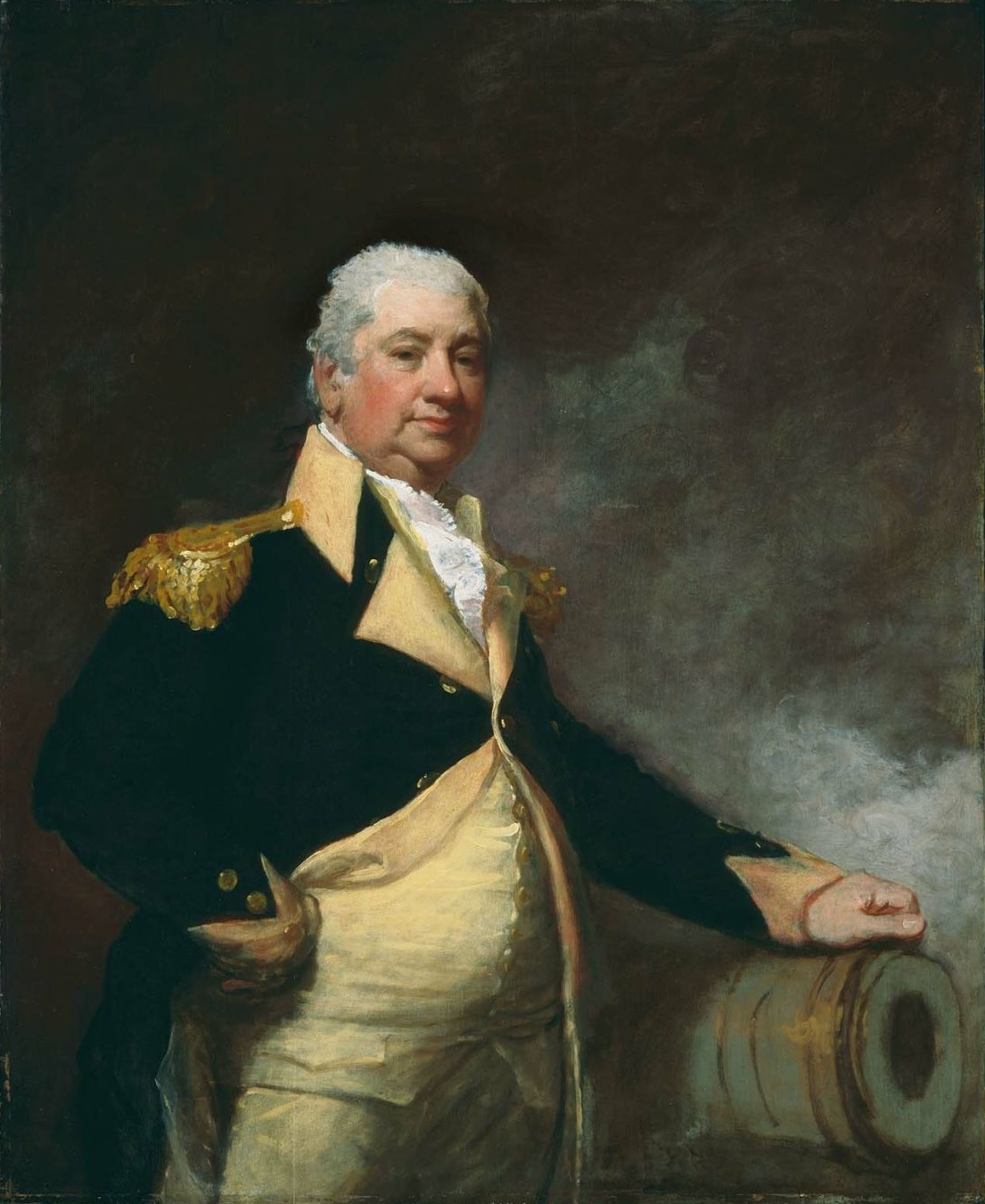
Henry Knox, retratado por Gilbert Stuart.

Henry Knox nació el 25 de julio de 1750 en Boston, Massachusetts. En su primera juventud trabajó en el mismo Boston, en una librería, y desarrolló un especial interés por todos aquellos libros que trataban de hazañas militares y, particularmente sobre cuestiones de artillería y tácticas de guerra. El negocio editorial al principio no fue muy próspero pero más adelante se convirtió en un centro de encuentros de diferentes personalidades. Allí pudo conocer por ejemplo a John Adams y a Nathanael Greene, que con el tiempo vendría a ser compañero y amigo inseparable.
La causa patriótica le acarreó dificultades desde muy pronto, pues la mujer de la que se enamoró, Lucy Flucker, era hija de un reconocido funcionario monárquico. A pesar de las objeciones de la familia, Henry y Lucy se casaron. Meses después, los padres de Lucy regresaron a Inglaterra y en 1775, con tan solo 25 años, Henry se unió al movimiento revolucionario que apoyaba la independencia de los Estados Unidos.
En aquel entonces, Henry Knox difícilmente pasaba desapercibido, ya que medía un metro ochenta, de alta complexión y pesaba con certeza más de cien kilos. Tenía una voz poderosa, era sociable, jovial, rápido de mente, muy activo. Washington vio por primera vez a Knox durante una inspección de las defensas de Roxbury, el 5 de julio, solo tres días después de haber asumido el mando del ejército, y al parecer quedó impresionado. Por su parte, Knox creyó ver en Washington todo lo que se puede desear en un comandante. «El general Washington ocupa su puesto con extrema naturalidad y dignidad, y reparte felicidad a su alrededor». Fue el comienzo de una perdurable y amistosa relación. Poco después, fue invitado a una reunión en el cuartel general y, más adelante, fue invitado a cenar con el general y sus huéspedes en diversas ocasiones.

## La hazaña de Ticonderoga

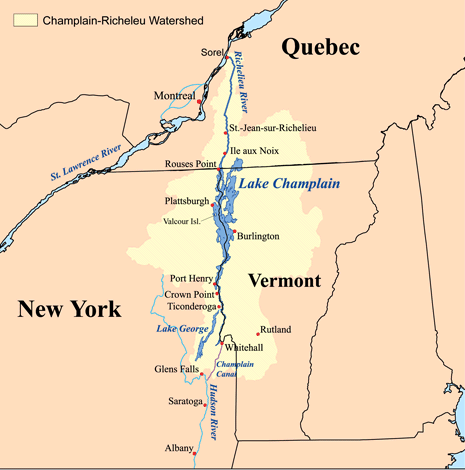
Mapa del lago Champlain donde se observa los fuertes Ticonderoga y Crown Point y el río Hudson

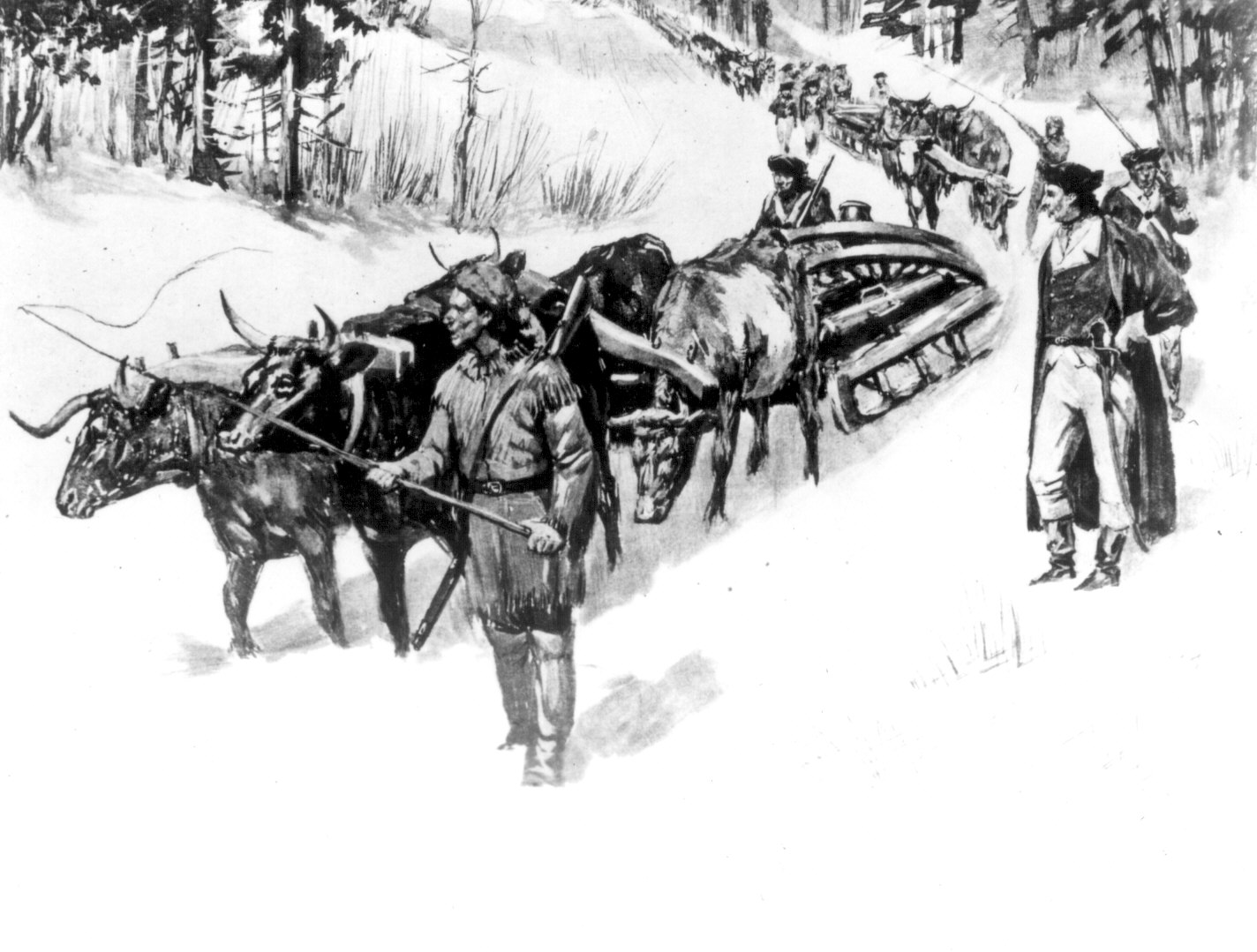
Asedio de Boston

Su primera intervención relevante data del momento cuando Henry Knox sugirió por primera vez la idea de apoderarse de los cañones del remoto Fuerte de Ticonderoga, en el lago Champlain, una empresa tan colosal y sin duda alguna tan plagada de dificultades que muchos la consideraron imposible. Se sitúa en el contexto del asedio de la ciudad de Boston a finales de 1775. Pese a ser un plan urdido por un veinteañero fue comunicado y aceptado por la comandancia suprema. El 16 de noviembre, Knox ya estaba en camino, acompañado por su hermano William, de 19 años, y con permiso para gastar hasta 1 000 dólares. Poco antes de partir, le escribió a su mujer: «No temas, no hay enfrentamientos en la misión: son solo negocios.»
Los cañones por los que Knox había ido hasta allí eran en su mayoría franceses: morteros, cañones de 12 y 18 libras, que disparaban balas 6 y 8 kilos, y uno enorme, de bronce, de casi 11 kilos. Después de revisarlos, Knox seleccionó 58 morteros y cañones. Tres de los morteros pesaban una tonelada cada uno, y el cañón de 24 libras, más de 2.500 kilos. El conjunto debía de pesar por lo menos 55.000 kilos. Con todo ese material emprendió la marcha hacia Boston en una travesía de cientos de kilómetros que pasaría a la historia. Ciertamente, entre otras particularidades, para facilitar el transporte, Knox había ordenado preparar cuantos trineos fuesen posibles. Se formó entonces una curiosa comitiva de hombres y de cañones. Al paso de tal pintoresca caravana, conocida como "noble tren de artillería" o “tren de Knox”, salían los habitantes de los pueblos, para animar a los agotados y heroicos porteadores. Se trató sin duda de una hazaña: la de trasportar casi 60 toneladas de equipaje, a través de 300 millas, en pleno invierno.
El regreso de Knox al cuartel general de Cambridge estimuló definitivamente a George Washington en su deseo de pasar a la acción. Había llegado el momento propicio para zanjar con éxito el largo asedio de la ciudad de Boston, que en aquel momento estaba defendida por las tropas inglesas, al mando de sir William Howe. La siguiente parte del plan era la toma de los cerros de Dorchester Heights. Las labores de reconocimiento empezaron rápidamente. La fecha del traslado a Dorchester empezaría tras el anochecer del 4 de marzo y se terminaría con las primeras luces del alba del día 5, aniversario de la masacre de Boston. Toda la operación fue un éxito sin precedentes. A pesar de la magnitud del traslado de tropas, material de artillería y preparación de mecanismos de defensa, todo ello se llevó a cabo en una sola noche sin que los altos mandos ingleses se apercibieran de ello. La posición elevada conquistada en los cerros de Dorchester era tan estratégica que al ejército inglés no le quedó otra alternativa que abandonar la ciudad. Se trató de una victoria clamorosa para Washington y, lo que es más importante, alcanzada sin derramamiento de sangre.

## Otras participaciones
La participación de Knox en los siguientes acontecimientos de la guerra de la independencia estadounidense en el año 1776 es menos significativa. A pesar de que siempre estuvo en una posición cercana a George Washington, no hay constancia clara de sus actuaciones en las batallas de Brooklyn y la pérdida del fuerte Washington. En cambio, vuelve a deslumbrar con luz propia en la batalla de Trenton cuando después del innmemorial paso del Delaware, formando parte de los 2500 hombres a las órdenes de George Washington, derrotaron a los hasta entonces temibles hessianos. Lo mismo cabe decir de su participación en la batalla de Princetown, en los comienzos del 1777. Estos dos últimos enfrentamientos cambiaron significativamente el curso de la guerra. En efecto, el apaleado ejército estadounidense en su penosa y larga retirada desde Nueva York a través del territorio de Nueva Jersey, encontró en estas victorias el apoyo sobre el que renovar sus ánimos, y al mismo tiempo, devolver la confianza al comandante en jefe, Washington.

## Brigadier de Artillería y primer secretario de Guerra del presidente Washington
Esa confianza nunca faltó por parte de Henry Knox, que siempre vio en Washington el gran hombre capaz de llevar a su país a la libertad. Gracias a esta lealtad, tuvo como recompensa el ser elevado al grado de brigadier general y más adelante Secretario de Guerra, cargo que desempeñó desde 1785 hasta 1794. Knox falleció años después, en 1806 a los 56 años, con nacionalidad estadounidense y una reconocida fama, como queda de manifiesto en el inmemorial recuerdo de su apellido en los Fuertes Knox de los estados de Maine y de Kentucky.